# Sornitz (Moxa)
Sornitz ist eine Wüstung bei Moxa im Saale-Orla-Kreis in Thüringen.

## Geschichte
Erstmals ist der Ort am 16. Oktober 1295 urkundlich belegt erwähnt worden.
Während des Dreißigjährigen Krieges wurde das links der Straße nach Ziegenrück liegende Dorf durch einen Brand vollkommen zerstört. Das Dorf ist umgehend oberhalb des ehemaligen Siedlungsplatzes in Form eines Anger-Platzdorfes neu aufgebaut worden. Das neue Dorf ist das heutige Moxa.
Auch die mittelalterliche Sornitzburg, rechts des Weges nach Ziegenrück liegend, wurde 1640 verwüstet. Die Stelle der Wasserburg wandelte man 1884 in einen Teich um.